# سیارک ۲۴۱۵۳۸
سیارک ۲۴۱۵۳۸ (به انگلیسی: 241538 Chudniv، نامگذاری:2010EV42)۲۴۱۵۳۸مین سیارک کشف شده‌است که در ۱۰ مارس ۲۰۱۰ کشف شد.